# هایما اس۷
هایما اس۷ (انگلیسی: Haima S7) یک خودرو اس‌یووی است که توسط هایما اتومبیل، زیر مجموعه گروه فاو تولید می‌شود. این خودرو بر اساس پلتفرم مزدا تریبیوت و نسل اول فورد اسکیپ ساخته شده‌است. هایما S7 در بخش‌های فنی از تکنولوژی پاورتک کره جنوبی و مزدا ژاپن و شرکت بوش نیز بهره گرفته‌است.
هایما S7 در سال ۲۰۱۰ طراحی و تا به حال در سه مدل اول در سال ۲۰۱۳، مدل فیس لیفت ۲۰۱۴ و مدل جدید ۲۰۱۶ توربو تولید شده‌است.
S7 از پرفروش‌ترین محصولات شرکت هایما در سال‌های ۲۰۱۳ و ۲۰۱۴ بوده‌است.
این خودرو از سال ۱۳۹۴ با مشارکت شرکت هایما در ایران خودرو خراسان به تولید و مونتاژ مدل ۲۰۰۰ سی‌سی و از سال ۱۳۹۶ مدل ۱۸۰۰ توربو شارژ به تولید رسیده‌است.
رقیب اصلی هایما s7 ؛ جک اس۵ محسوب میشود. 
تولید این خودرو در اواسط سال ۱۳۹۹ به علت نبود قطعات به خاطر تحریم‌ها متوقف شد. ولی پس از گذشت حدود دو الی سه ماه دوباره تولید شد و با ارتقای تجهیزات نام آن به هایما اس۷ پلاس تغییر پیدا کرد.

## مشخصات فنی

### موتور تنفس طبیعی
- کد پیشرانه: HM484Q (گیربکس دستی) – HM484QA (گیربکس اتوماتیک) تحت نظر مزدا
- حجم موتور: ۱۹۹۵ سی‌سی
- توان: ۱۴۸ اسب بخار در ۶۰۰۰ دور در دقیقه
- گشتاور: ۱۸۰ نیوتن متر در ۴۵۰۰ دور در دقیقه
- حداکثر سرعت: ۱۶۵کیلومتر بر ساعت
- میانگین مصرف سوخت: ۸٫۱ لیتر (گیربکس دستی) – ۸٫۸ لیتر (گیربکس اتوماتیک)
- سیستم فنربندی جلو: مستقل، مکفرسون استرات
- سیستم فنربندی عقب: مستقل، اتصال چندگانه
- نوع کالیپرهای ترمزهای جلو و عقب: دیسکی خنک شونده
- استاندارد آلایندگی: یورو ۵
- سیستم انتقال قدرت: دیفرانسیل جلو
- سیستم برقی: بوش

### موتور توربو
- حجم موتور: ۱۷۹۵ تحت نظر مزدا
- تعداد سیلندرها: ۴
- آرایش قرارگیری سیلندرها: خطی مستقیم
- حداکثر توان خروجی (دور بر دقیقه / اسب بخار): ۱۷۵ اسب بخار[۶] و بر اساس اعلام کمپانی سازنده ۱۸۳ اسب بخار
- حداکثر گشتاور خروجی (دور بر دقیقه / نیوتن متر): ۳۲۰/۴۵۰۰
- سیستم حرکتی خودرو (انتقال قدرت): موتور جلو دیفرانسیل جلو
- نوع جعبه‌دنده: جعبه‌دنده اتوماتیک تیپ ترونیک، ساخت پاورتک کره جنوبی
- تعداد دنده: ۶
- حداکثر سرعت: ۱۷۰ و تست جاده ۲۰۰
- شتاب ۰ الی ۱۰۰ (برحسب ثانیه): ۱۰
- ترکیبی مصرف سوخت: ۹٫۶ لیتر در صد کیلومتر
- نوع کالیپرهای ترمزهای جلو و عقب: دیسکی خنک شونده
- استاندارد آلایندگی: یورو ۵
- سیستم برقی: بوش

## امکانات
- ترمز: ترمز دیسکی جلو و عقب، سامانه پایداری الکترونیکی (ESP)، ترمز ضدقفل (ABS+ EBD)، سامانه کمک ترمز (BAS)، سیستم کنترل کشش (TCS)
- کیسه هوای ایمنی: راننده و سرنشین و جانبی (۴عدد)
- فرمان: برقی با امکان تنظیم ستون فرمان در ۴ جهت، کلیدهای روی فرمان (MFC)
- سیستم تهویه: اتوماتیک
- سیستم صوتی: مانیتور مالتی مدیا تصویری لمسی ۷ اینچی دارای پورت AUX, USB و GPS، کارت SD و بلوتوث، به همراه ۶ عدد بلندگو
- چراغها: چراغ‌های روز LED، مه‌شکن‌های جلو و عقب
- آینه‌ها: آینه‌های جانبی برقی تاشونده گرمکن دار دارای راهنما، آینه وسط ضد انعکاس نور، آینه وسط با قابلیت نمایش فاصله عقب تا مانع، آینه وسط با قابلیت نمایش میزان باد لاستیک
- شیشه‌ها: شیشه بالابر برقی جلو و عقب
- تزئینات غربیلک فرمان چرمی، تودوزی چرم ۲ رنگ و تریم داخلی تیره
- تجهیزات ایمنی سنسور دنده عقب، دوربین دید عقب، دوربین ۳۶۰، قفل خودکار حساس به سرعت، قفل کودک درب‌های عقب، بازشدن خودکار درب‌ها در هنگام تصادف، سیستم ضد سرقت (ایموبلایزر)، نمایش میزان باد لاستیک‌ها (TPMS)، چراغ ترمز سوم بالا، قفل مرکزی با کنترل از راه دور، ایزوفیکس فرمان برقی حساس به سرعت
- رینگ و لاستیک ۱۷ اینچ آلومینیومی
- صندلی: صندلی راننده ۸ حرکته برقی گرمکن دار و صندلی شاگرد ۴ حرکته دستی گرمکن دار، کمر پرکن صندلی راننده، صندلی‌های عقب تاشو دو تکه
- سایر تجهیزات: سان روف برقی، سیستم استاپ / استارت موتور، ورود و خروج بدون کلید، آنتن مخفی، کلید تاشو، کامپیوتر سفری، صندوق پران[۷]

## نگارخانه

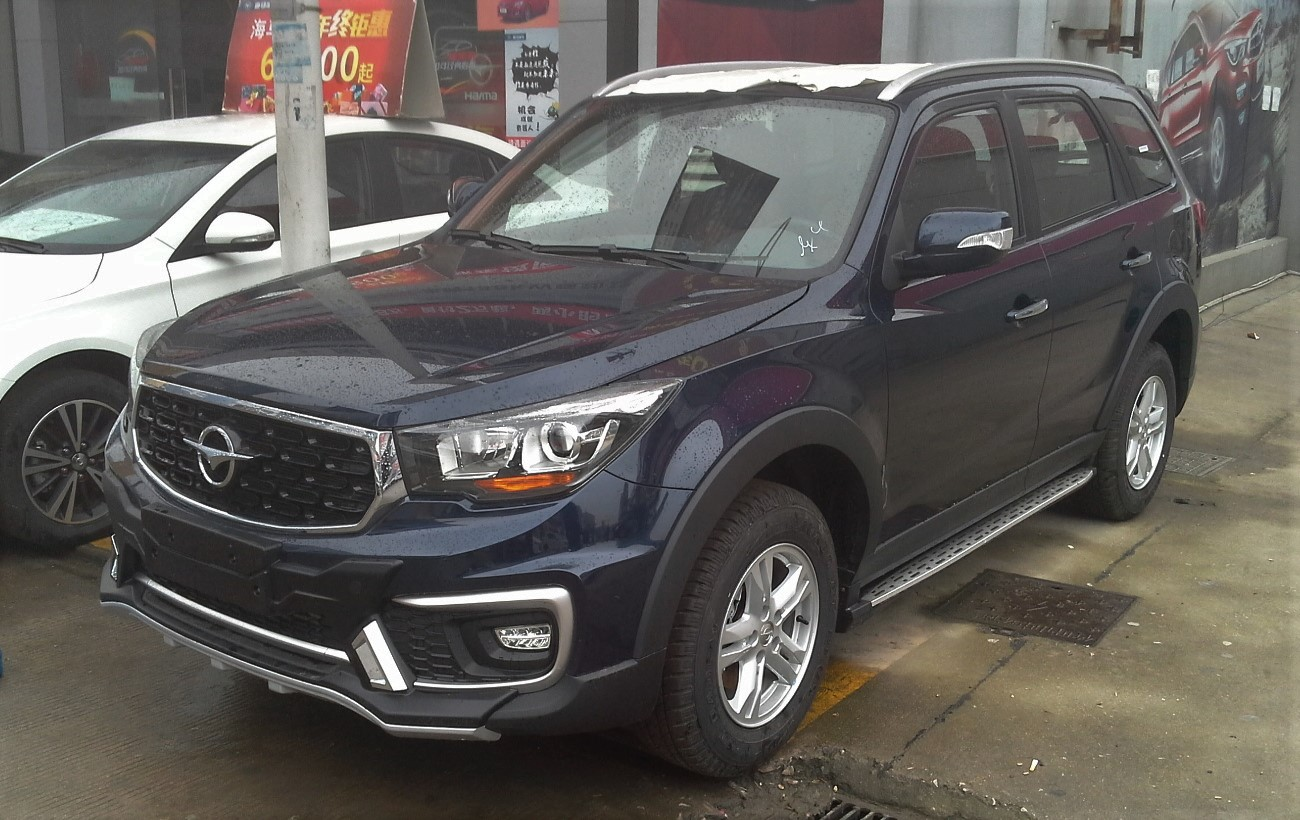
نسخه ۲۰۱۷ از نمای جلو
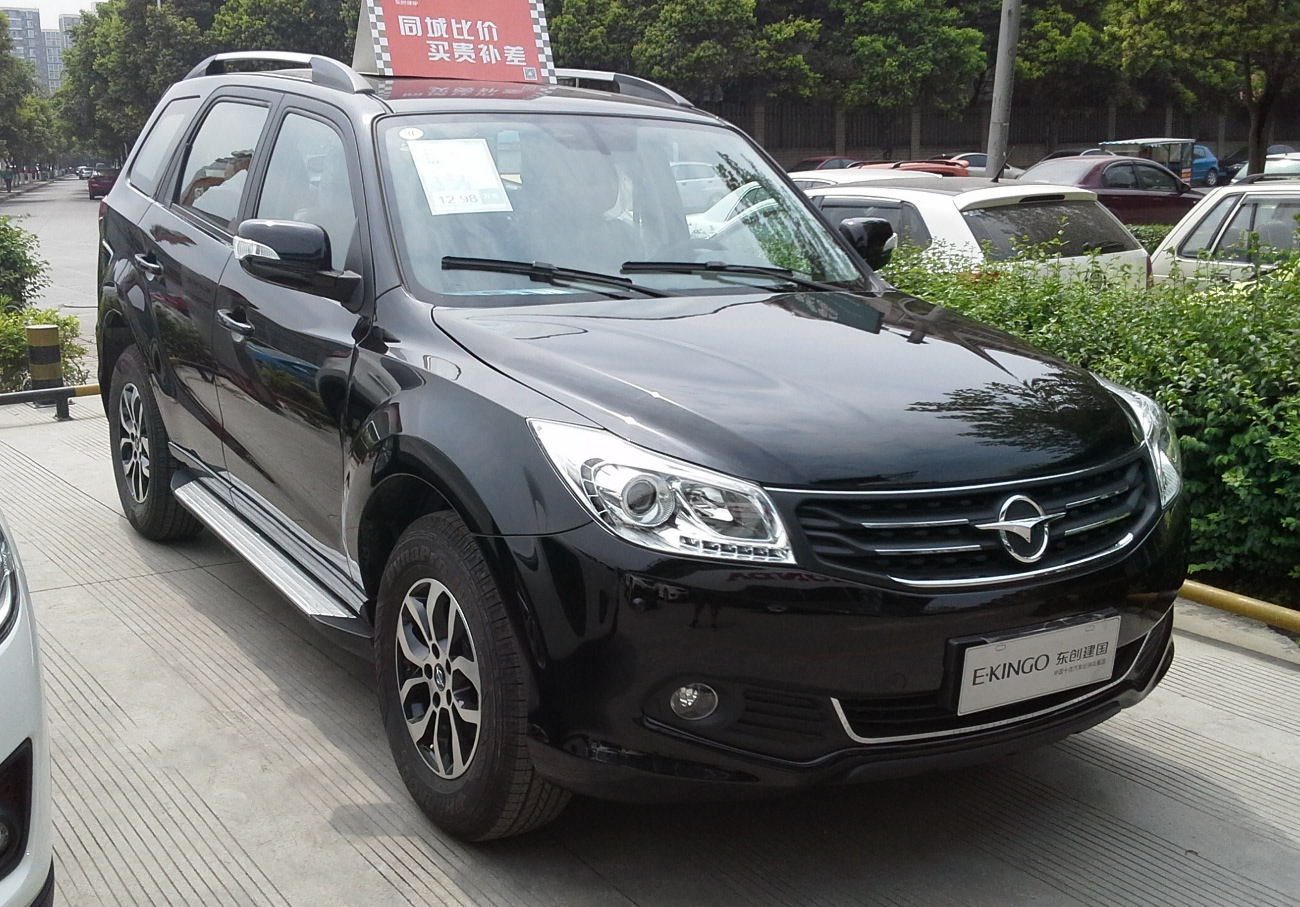
نسخه ۲۰۱۴ از نمای جلو
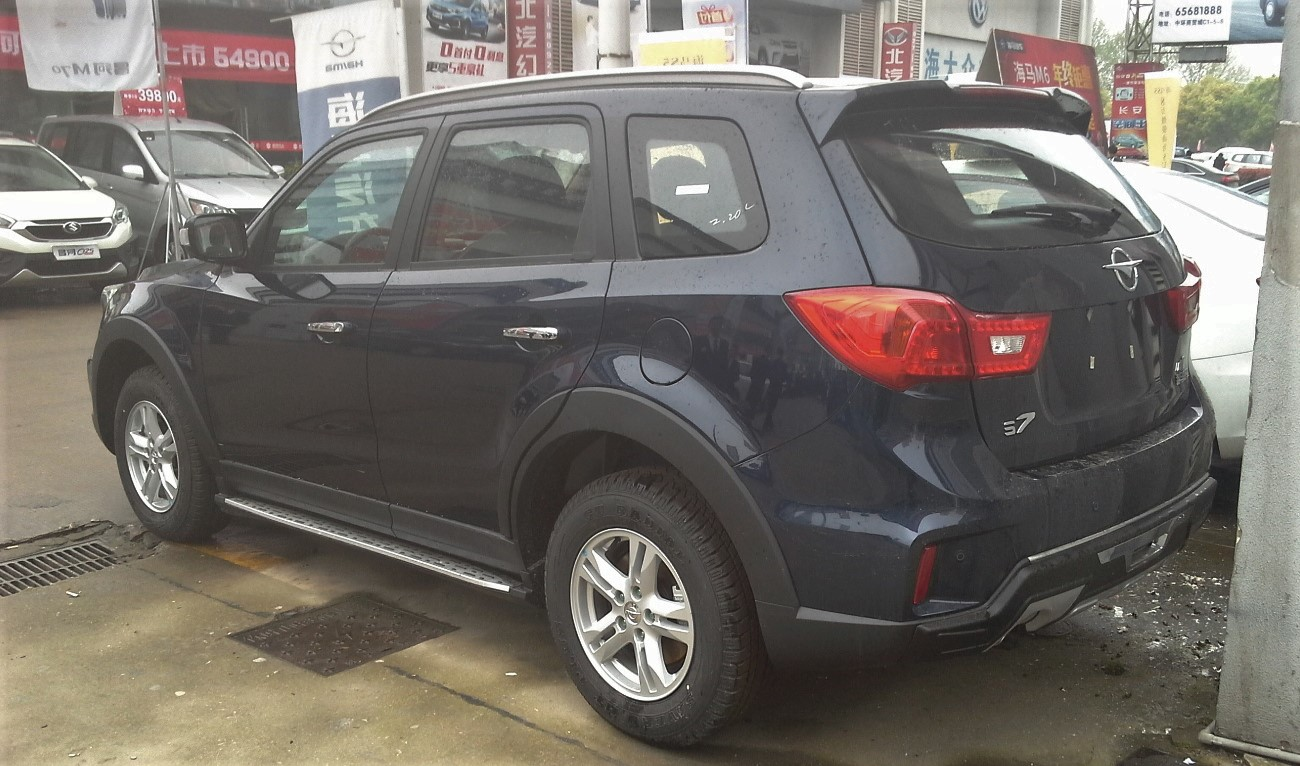
نمای عقب نسخه ۲۰۱۷